# Kim Van de Steene
Kim Van de Steene (* 8. Juli 1986) ist eine belgische Cyclocrossfahrerin.

## Sportlicher Werdegang
Van de Steene wollte schon als Jugendliche gerne Cyclocross fahren, doch ließen ihre Eltern es aus Sorge um Verletzungen nicht zu. Erst nachdem sie geheiratet hatte, nahm sie im Alter von 25 Jahren den Sport auf. Sie gewann bald mehrere Rennen im nationalen Kalender, unter anderem beim Hotondcross 2011 und beim GP Stad Eeklo 2012. Priorität gab sie jedoch ihrer Familie – sie brachte 2014 und 2015 zwei Kinder zur Welt – sowie ihrer Arbeit im Krankenhaus und auf dem heimatlichen Bauernhof; Einladungen in die Nationalmannschaft lehnte sie aus diesem Grunde lange ab.
2018 hatte Van de Steene mehr Zeit zu trainieren und gewann im Herbst des Jahres innerhalb von zwei Wochen mit dem Schorrecross und dem Koppenbergcross zwei Läufe der Rennserien Superprestige und DVV Trofee. Die Kombination aus Arbeit, Familie und Leistungssport brachte sie jedoch an ihre körperlichen und psychischen Grenzen; sie musste die Saison abbrechen und verbrachte wegen Erschöpfung mehrere Wochen im Krankenhaus.
Ab Herbst 2019 fuhr Van de Steene wieder Rennen und gewann den Kermiscross von Ardooie, der bis dato ihr letzter Sieg blieb. 2021 wurde sie zum dritten Mal Mutter. 2023 ließ sie nochmals mit einem vierten Platz beim Koppenbergcross aufhorchen. In ihrer Karriere fuhr sie bis 2020 für das Team Tartoletto-Isorex, später für das Projekt Never Give Up zu Ehren ihrer verstorbenen Freundin Jolien Verschueren.

## Erfolge
2018/2019
Superprestige – Boom
DVV Trofee – Oudenaarde